# Javier Planas
Javier Planas Abad, (Almudévar, Huesca, España, 3 de julio de 1949) es un exfutbolista español que se desempeñaba como centrocampista. Su hermano Miguel también jugó al fútbol profesionalmente.

## Clubes
| Club                     | País   | Año       |
| ------------------------ | ------ | --------- |
| Unión Popular de Langreo | España | 1967-1968 |
| Real Zaragoza            | España | 1968-1977 |

## Internacionalidades
- 1 vez internacional con España.
- Debutó con la selección española en Glasgow el 20 de noviembre de 1974 contra Escocia.[2]